# Casa al carrer Muralla de Sant Antoni, 83 (Valls)
La Casa al carrer Muralla de Sant Antoni, 83 és una obra eclèctica de Valls (Alt Camp) protegida com a Bé Cultural d'Interès Local.

## Descripció
Casa situada entre mitgeres al carrer Muralla Sant Antoni. És un edifici de quatre altures, planta baixa i tres pisos. Destaca, com les construccions típiques dels segles XIX i XX, el ritme simètric de la façana marcat per les finestres balconeres. Aquestes tenen forma d'arc de mig punt i es troben emmarcades en un relleu que ressegueix els muntats i l'arc. Els balcons són volades de pedra amb els caires arrodonits i amb mènsules en la seva part inferior. La decoració de les baranes metàl·liques és seriada i amb formes geomètriques. Destaquen també els quatre portals d'accés, en forma d'arc rebaixat, units per una línia d'imposta motllurada. Entre les mènsules dels balcons del primer pis es diferencien quatre cartells, en molt mal estat, que identifiquen una antiga botiga, on es pot llegir: "CEREALES", "ALMENDRAS".